# Oenothera centaureifolia
Oenothera centaureifolia är en dunörtsväxtart som beskrevs av Ernst Gottlieb von Steudel. Oenothera centaureifolia ingår i släktet nattljussläktet, och familjen dunörtsväxter. Inga underarter finns listade i Catalogue of Life.